# Campeonato Mundial de Voleibol de Praia de 2023 - Masculino
O torneio masculino do Campeonato Mundial de Voleibol de Praia de 2023 ocorreu de 6 a 15 de outubro, no estado de Tlaxcala, nas cidades de Tlaxcala de Xicohténcatl, Apizaco e Huamantla, no México, com um total de 48 duplas.
A dupla checa Perušič e Schweiner conquistou seu primeiro título ao vencer na final a dupla sueca Åhman e Hellvig, garantindo assim vaga direta aos Jogos Olímpicos de 2024; completou o pódio a dupla polonesa Łosiak e Bryl.

## Fórmula de disputa
A competição foi disputada por 48 duplas, distribuídas proporcionalmente entre os Grupos A, B, C, D, E, F, G, H, I, J, K e L. Nestes grupos, as duplas se enfrentaram em sistema de pontos corridos, ou seja, todos contra todos; o primeiro e o segundo colocado de cada grupo, um total de 24 duplas, avançaram para a rodada das 32 duplas, esta completada pelas quatro duplas com melhor índice na terceira colocação. As quatro últimas vagas foram conhecidas após a disputa das 8 duplas na "repescagem", que reuniu as outras terceiras colocadas; enquanto as quartas colocadas de cada grupo foram eliminadas da competição.
Após a rodada de 32 duplas (fase eliminatória), avançaram para as oitavas de final as 16 melhores equipes. Posteriormente, formaram as quartas de final, semifinal, disputa pelo terceiro lugar e final.

## Fase classificatória
|  | Qualificados para pré-oitavas de final (primeira e segunda colocação)         |
|  | Qualificados para pré-oitavas de final (melhores índices da terceira posição) |
|  | Qualificados para repescagem (menores índices da terceira posição)            |
|  | Eliminados                                                                    |

### Grupo A
|     |                   |     | Jogos | Jogos | Jogos | Sets | Sets | Sets  | Pontos | Pontos | Pontos |
| Pos | Equipe            | Pts | T     | V     | D     | V    | P    | R     | V      | P      | R      |
| --- | ----------------- | --- | ----- | ----- | ----- | ---- | ---- | ----- | ------ | ------ | ------ |
| 1   | Mol–Sørum         | 6   | 3     | 3     | 0     | 6    | 1    | 6.000 | 139    | 95     | 1.463  |
| 2   | Lupo–Rossi        | 5   | 3     | 2     | 1     | 5    | 3    | 1.667 | 134    | 138    | 0.971  |
| 3   | Boermans–de Groot | 4   | 3     | 1     | 2     | 3    | 4    | 0.750 | 123    | 108    | 1.139  |
| 4   | Ainadino–Monjane  | 3   | 3     | 0     | 3     | 0    | 6    | 0.000 | 69     | 126    | 0.548  |

| 6 out | 17:30 | Mol–Sørum         | 2–0 | Ainadino –Monjane | 21–13, 21–9         | Relatório |
| 6 out | 18:30 | Boermans–de Groot | 1–2 | Lupo–Rossi        | 21–10, 21–23, 12–15 | Relatório |
| 7 out | 15:00 | Mol–Sørum         | 2–1 | Lupo–Rossi        | 19–21, 21–13, 15–10 | Relatório |
| 7 out | 22:00 | Boermans–de Groot | 2–0 | Ainadino –Monjane | 21–8, 21–10         | Relatório |
| 8 out | 15:00 | Mol–Sørum         | 2–0 | Boermans–de Groot | 21–14, 21–13        | Relatório |
| 8 out | 18:30 | Lupo–Rossi        | 2–0 | Ainadino –Monjane | 21–15, 21–13        | Relatório |

### Grupo B
|     |                 |     | Jogos | Jogos | Jogos | Sets | Sets | Sets  | Pontos | Pontos | Pontos |
| Pos | Equipe          | Pts | T     | V     | D     | V    | P    | R     | V      | P      | R      |
| --- | --------------- | --- | ----- | ----- | ----- | ---- | ---- | ----- | ------ | ------ | ------ |
| 1   | Åhman–Hellvig   | 6   | 3     | 3     | 0     | 6    | 0    | MAX   | 129    | 87     | 1.483  |
| 2   | Hodges–Schubert | 5   | 3     | 2     | 1     | 4    | 2    | 2.000 | 117    | 111    | 1.054  |
| 3   | Pedrosa–Campos  | 4   | 3     | 1     | 2     | 2    | 4    | 0.500 | 113    | 125    | 0.904  |
| 4   | León–Marcos     | 3   | 3     | 0     | 3     | 0    | 6    | 0.000 | 99     | 135    | 0.733  |

| 6 out | 17:30 | Åhman e Hellvig | 2–0 | León–Marcos     | 21–16, 21–12 | Relatório |
| 6 out | 17:30 | Hodges–Schubert | 2–0 | Pedrosa–Campos  | 21–18, 21–18 | Relatório |
| 8 out | 12:00 | Åhman e Hellvig | 2–0 | Pedrosa–Campos  | 21–12, 21–14 | Relatório |
| 8 out | 12:00 | Hodges–Schubert | 2–0 | León–Marcos     | 21–19, 21–11 | Relatório |
| 9 out | 13:00 | Åhman e Hellvig | 2–0 | Hodges–Schubert | 21–11, 24–22 | Relatório |
| 9 out | 13:00 | Pedrosa–Campos  | 2–0 | León–Marcos     | 30–28, 21–13 | Relatório |

### Grupo C
|     |                   |     | Jogos | Jogos | Jogos | Sets | Sets | Sets  | Pontos | Pontos | Pontos |
| Pos | Equipe            | Pts | T     | V     | D     | V    | P    | R     | V      | P      | R      |
| --- | ----------------- | --- | ----- | ----- | ----- | ---- | ---- | ----- | ------ | ------ | ------ |
| 1   | Partain–Benesh    | 6   | 3     | 3     | 0     | 6    | 1    | 6.000 | 138    | 107    | 1.290  |
| 2   | H.Mol–Berntsen    | 5   | 3     | 2     | 1     | 4    | 3    | 1.333 | 131    | 130    | 1.008  |
| 3   | Peter–Hernán      | 4   | 3     | 1     | 2     | 2    | 5    | 0.400 | 116    | 138    | 0.841  |
| 4   | Krou–Gauthier-Rat | 3   | 3     | 0     | 3     | 3    | 6    | 0.500 | 148    | 158    | 0.937  |

| 6 out | 18:30 | Krou–Gauthier-Rat | 1–2 | H.Mol–Berntsen    | 21–14, 17–21, 11–15 | Relatório |
| 7 out | 00:00 | Partain–Benesh    | 2–0 | Peter–Hernán      | 21–9, 21–14         | Relatório |
| 7 out | 15:00 | Krou–Gauthier-Rat | 1–2 | Peter–Hernán      | 20–22, 21–19, 12–15 | Relatório |
| 8 out | 00:00 | Partain–Benesh    | 2–0 | H.Mol–Berntsen    | 23–21, 21–17        | Relatório |
| 8 out | 18:30 | Partain–Benesh    | 2–1 | Krou–Gauthier-Rat | 16–21, 21–15, 15–10 | Relatório |
| 8 out | 18:30 | H.Mol–Berntsen    | 2–0 | Peter–Hernán      | 22–20, 21–17        | Relatório |

### Grupo D
|     |                   |     | Jogos | Jogos | Jogos | Sets | Sets | Sets  | Pontos | Pontos | Pontos |
| Pos | Equipe            | Pts | T     | V     | D     | V    | P    | R     | V      | P      | R      |
| --- | ----------------- | --- | ----- | ----- | ----- | ---- | ---- | ----- | ------ | ------ | ------ |
| 1   | Tr. Crabb–Brunner | 5   | 3     | 2     | 1     | 5    | 3    | 1.667 | 145    | 143    | 1.014  |
| 2   | Popov–Reznik      | 5   | 3     | 2     | 1     | 4    | 4    | 1.000 | 138    | 138    | 1.000  |
| 3   | Evans–Budinger    | 4   | 3     | 1     | 2     | 2    | 4    | 0.500 | 117    | 113    | 1.035  |
| 4   | George–André      | 4   | 3     | 1     | 2     | 4    | 4    | 1.000 | 145    | 151    | 0.960  |

| 6 out | 18:30 | George–André      | 2–0 | Evans–Budinger    | 21–17, 24–22        | Relatório |
| 7 out | 00:00 | Tr. Crabb–Brunner | 1–2 | Popov–Reznik      | 20–22, 21–18, 7–15  | Relatório |
| 7 out | 19:30 | George–André      | 1–2 | Popov–Reznik      | 21–19, 12–21, 15–17 | Relatório |
| 8 out | 00:00 | Tr. Crabb–Brunner | 2–0 | Evans–Budinger    | 21–18, 21–18        | Relatório |
| 9 out | 00:00 | George–André      | 1–2 | Tr. Crabb–Brunner | 21–19, 19–21, 12–15 | Relatório |
| 9 out | 00:00 | Popov–Reznik      | 0–2 | Evans–Budinger    | 15–21, 11–21        | Relatório |

### Grupo E
|     |                     |     | Jogos | Jogos | Jogos | Sets | Sets | Sets  | Pontos | Pontos | Pontos |
| Pos | Equipe              | Pts | T     | V     | D     | V    | P    | R     | V      | P      | R      |
| --- | ------------------- | --- | ----- | ----- | ----- | ---- | ---- | ----- | ------ | ------ | ------ |
| 1   | R.Seidl–Pristauz    | 6   | 3     | 3     | 0     | 6    | 1    | 6.000 | 141    | 116    | 1.216  |
| 2   | Ranghieri–Carambula | 5   | 3     | 2     | 1     | 5    | 3    | 1.667 | 150    | 127    | 1.181  |
| 3   | Hörl–Horst          | 4   | 3     | 1     | 2     | 3    | 4    | 0.750 | 132    | 122    | 1.082  |
| 4   | Mora–López          | 3   | 3     | 0     | 3     | 0    | 6    | 0.000 | 68     | 126    | 0.540  |

| 6 out | 17:30 | Ranghieri–Carambula | 2–0 | Mora–López       | 21–11, 21–11        | Relatório |
| 6 out | 18:30 | Hörl–Horst          | 0–2 | R.Seidl–Pristauz | 21–23, 19–21        | Relatório |
| 7 out | 14:00 | Ranghieri–Carambula | 1–2 | R.Seidl–Pristauz | 21–19, 17–21, 12–15 | Relatório |
| 7 out | 15:00 | Hörl–Horst          | 2–0 | Mora–López       | 21–9, 21–11         | Relatório |
| 8 out | 19:30 | Ranghieri–Carambula | 2–1 | Hörl–Horst       | 22–24, 21–16, 15–10 | Relatório |
| 9 out | 00:00 | R.Seidl–Pristauz    | 2–0 | Mora–López       | 21–15, 21–11        | Relatório |

### Grupo F
|     |                  |     | Jogos | Jogos | Jogos | Sets | Sets | Sets  | Pontos | Pontos | Pontos |
| Pos | Equipe           | Pts | T     | V     | D     | V    | P    | R     | V      | P      | R      |
| --- | ---------------- | --- | ----- | ----- | ----- | ---- | ---- | ----- | ------ | ------ | ------ |
| 1   | Ehlers–Wickler   | 6   | 3     | 3     | 0     | 6    | 0    | MAX   | 127    | 82     | 1.549  |
| 2   | Aravena–Droguett | 5   | 3     | 2     | 1     | 4    | 2    | 2.000 | 116    | 124    | 0.935  |
| 3   | Kantor–Zdybek    | 4   | 3     | 1     | 2     | 2    | 4    | 0.500 | 111    | 131    | 0.847  |
| 4   | Schalk–Bourne    | 3   | 3     | 0     | 3     | 0    | 6    | 0.000 | 113    | 130    | 0.869  |

| 7 out | 14:00 | Ehlers–Wickler | 2–0 | Aravena–Droguett | 21–7, 21–13  | Relatório |
| 7 out | 14:00 | Schalk–Bourne  | 0–2 | Kantor–Zdybek    | 19–21, 19–21 | Relatório |
| 8 out | 13:00 | Ehlers–Wickler | 2–0 | Kantor–Zdybek    | 21–12, 21–14 | Relatório |
| 8 out | 13:00 | Schalk–Bourne  | 0–2 | Aravena–Droguett | 17–21, 22–24 | Relatório |
| 9 out | 12:00 | Ehlers–Wickler | 2–0 | Schalk–Bourne    | 22–20, 21–16 | Relatório |
| 9 out | 12:00 | Kantor–Zdybek  | 0–2 | Aravena–Droguett | 28–30, 15–21 | Relatório |

### Grupo G
|     |                  |     | Jogos | Jogos | Jogos | Sets | Sets | Sets  | Pontos | Pontos | Pontos |
| Pos | Equipe           | Pts | T     | V     | D     | V    | P    | R     | V      | P      | R      |
| --- | ---------------- | --- | ----- | ----- | ----- | ---- | ---- | ----- | ------ | ------ | ------ |
| 1   | Cherif–Ahmed     | 6   | 3     | 3     | 0     | 6    | 1    | 6.000 | 137    | 90     | 1.522  |
| 2   | Jiaxin–Likejiang | 5   | 3     | 2     | 1     | 4    | 2    | 2.000 | 116    | 104    | 1.115  |
| 3   | Solberg–Guto     | 4   | 3     | 1     | 2     | 3    | 4    | 0.750 | 123    | 117    | 1.051  |
| 4   | Blanco–L.García  | 3   | 3     | 0     | 3     | 0    | 6    | 0.000 | 61     | 126    | 0.484  |

| 7 out | 17:30 | Solberg–Guto     | 0–2 | Jiaxin–Likejiang | 18–21, 16–21       | Relatório |
| 8 out | 00:00 | Cherif–Ahmed     | 2–0 | Blanco–L.García  | 21–7, 21–4         | Relatório |
| 8 out | 14:00 | Solberg–Guto     | 2–0 | Blanco–L.García  | 21–12, 21–10       | Relatório |
| 8 out | 17:3  | Cherif–Ahmed     | 2–0 | Jiaxin–Likejiang | 21–18, 21–14       | Relatório |
| 9 out | 15:00 | Cherif–Ahmed     | 2–1 | Solberg–Guto     | 21–18, 17–21, 15–8 | Relatório |
| 9 out | 19:30 | Jiaxin–Likejiang | 2–0 | Blanco–L.García  | 21–14, 21–14       | Relatório |

### Grupo H
|     |                   |     | Jogos | Jogos | Jogos | Sets | Sets | Sets  | Pontos | Pontos | Pontos |
| Pos | Equipe            | Pts | T     | V     | D     | V    | P    | R     | V      | P      | R      |
| --- | ----------------- | --- | ----- | ----- | ----- | ---- | ---- | ----- | ------ | ------ | ------ |
| 1   | Herrera–Gavira    | 6   | 3     | 3     | 0     | 6    | 0    | MAX   | 127    | 91     | 1.396  |
| 2   | Cottafava–Nicolai | 5   | 3     | 2     | 1     | 4    | 2    | 2.000 | 117    | 98     | 1.194  |
| 3   | McHugh–Burnett    | 4   | 3     | 1     | 2     | 2    | 4    | 0.500 | 113    | 123    | 0.919  |
| 4   | Barajas–Cruz      | 3   | 3     | 0     | 3     | 0    | 6    | 0.000 | 83     | 128    | 0.648  |

| 6 out | 22:00 | Cottafava–Nicolai | 2–0 | Barajas–Cruz   | 21–9, 21–11  | Relatório |
| 6 out | 22:00 | Herrera–Gavira    | 2–0 | McHugh–Burnett | 22–20, 21–13 | Relatório |
| 8 out | 23:00 | Cottafava–Nicolai | 2–0 | McHugh–Burnett | 21–18, 21–18 | Relatório |
| 8 out | 23:00 | Herrera–Gavira    | 2–0 | Barajas–Cruz   | 21–13, 21–12 | Relatório |
| 9 out | 23:00 | Cottafava–Nicolai | 0–2 | Herrera–Gavira | 15–21, 18–21 | Relatório |
| 9 out | 23:00 | McHugh–Burnett    | 2–0 | Barajas–Cruz   | 21–17, 23–21 | Relatório |

### Grupo I
|     |                   |     | Jogos | Jogos | Jogos | Sets | Sets | Sets  | Pontos | Pontos | Pontos |
| Pos | Equipe            | Pts | T     | V     | D     | V    | P    | R     | V      | P      | R      |
| --- | ----------------- | --- | ----- | ----- | ----- | ---- | ---- | ----- | ------ | ------ | ------ |
| 1   | Díaz–Alayo        | 5   | 3     | 2     | 1     | 5    | 3    | 1.667 | 146    | 132    | 1.106  |
| 2   | Evandro–Arthur    | 5   | 3     | 2     | 1     | 4    | 3    | 1.333 | 133    | 128    | 1.039  |
| 3   | Perušič–Schweiner | 4   | 3     | 1     | 2     | 3    | 4    | 0.750 | 122    | 112    | 1.089  |
| 4   | Galindo–Aguirre   | 4   | 3     | 1     | 2     | 2    | 4    | 0.500 | 90     | 119    | 0.756  |

| 6 out | 23:00 | Evandro–Arthur    | 0–2 | Galindo–Aguirre   | 17–21, 18–21        | Relatório |
| 7 out | 00:00 | Perušič–Schweiner | 1–2 | Díaz–Alayo        | 17–21, 21–15, 9–15  | Relatório |
| 8 out | 15:00 | Evandro–Arthur    | 2–1 | Díaz–Alayo        | 22–20, 19–21, 15–12 | Relatório |
| 8 out | 23:00 | Perušič–Schweiner | 2–0 | Galindo–Aguirre   | 21–11, 21–8         | Relatório |
| 9 out | 14:00 | Evandro–Arthur    | 2–0 | Perušič–Schweiner | 21–16, 21–17        | Relatório |
| 9 out | 23:00 | Díaz–Alayo        | 2–0 | Galindo–Aguirre   | 21–18, 21–11        | Relatório |

### Grupo J
|     |                      |     | Jogos | Jogos | Jogos | Sets | Sets | Sets  | Pontos | Pontos | Pontos |
| Pos | Equipe               | Pts | T     | V     | D     | V    | P    | R     | V      | P      | R      |
| --- | -------------------- | --- | ----- | ----- | ----- | ---- | ---- | ----- | ------ | ------ | ------ |
| 1   | Immers–van de Velde  | 6   | 3     | 3     | 0     | 6    | 1    | 6.000 | 144    | 120    | 1.200  |
| 2   | Brouwer–Meeuwsen     | 5   | 3     | 2     | 1     | 5    | 2    | 2.500 | 146    | 127    | 1.150  |
| 3   | Nicolaidis–Carracher | 4   | 3     | 1     | 2     | 2    | 4    | 0.500 | 108    | 113    | 0.956  |
| 4   | Pithak–Poravid       | 3   | 3     | 0     | 3     | 0    | 6    | 0.000 | 89     | 127    | 0.701  |

| 7 out | 15:00 | Brouwer–Meeuwsen     | 2–0 | Pithak–Poravid       | 21–14, 21–15        | Relatório |
| 7 out | 19:30 | Immers–van de Velde  | 2–0 | Nicolaidis–Carracher | 21–12, 21–15        | Relatório |
| 8 out | 19:30 | Brouwer–Meeuwsen     | 2–0 | Nicolaidis–Carracher | 21–18, 23–21        | Relatório |
| 8 out | 19:30 | Immers–van de Velde  | 2–0 | Pithak–Poravid       | 21–13, 22–20        | Relatório |
| 9 out | 19:30 | Brouwer–Meeuwsen     | 1–2 | Immers–van de Velde  | 29–31, 21–13, 10–15 | Relatório |
| 9 out | 19:30 | Nicolaidis–Carracher | 2–0 | Pithak–Poravid       | 21–18, 21–9         | Relatório |

### Grupo K
|     |                             |     | Jogos | Jogos | Jogos | Sets | Sets | Sets  | Pontos | Pontos | Pontos |
| Pos | Equipe                      | Pts | T     | V     | D     | V    | P    | R     | V      | P      | R      |
| --- | --------------------------- | --- | ----- | ----- | ----- | ---- | ---- | ----- | ------ | ------ | ------ |
| 1   | Łosiak–Bryl                 | 6   | 3     | 3     | 0     | 6    | 1    | 6.000 | 139    | 118    | 1.178  |
| 2   | N. Capogrosso–T. Capogrosso | 5   | 3     | 2     | 1     | 4    | 2    | 2.000 | 124    | 118    | 1.051  |
| 3   | M. Grimalt–E. Grimalt       | 4   | 3     | 1     | 2     | 3    | 4    | 0.750 | 132    | 133    | 0.992  |
| 4   | Bassereau–Lyneel            | 3   | 3     | 0     | 3     | 0    | 6    | 0.000 | 103    | 129    | 0.798  |

| 7 out | 14:00 | Łosiak–Bryl                 | 2–0 | Bassereau–Lyneel            | 21–18, 21–14        | Relatório |
| 7 out | 19:30 | M. Grimalt–E. Grimalt       | 0–2 | N. Capogrosso–T. Capogrosso | 22–24, 16–21        | Relatório |
| 8 out | 12:00 | Łosiak–Bryl                 | 2–0 | N. Capogrosso–T. Capogrosso | 21–16, 21–19        | Relatório |
| 8 out | 17:30 | M. Grimalt–E. Grimalt       | 2–0 | Bassereau–Lyneel            | 22–20, 21–13        | Relatório |
| 9 out | 12:00 | Łosiak–Bryl                 | 2–1 | M. Grimalt–E. Grimalt       | 19–21, 21–18, 15–12 | Relatório |
| 9 out | 15:00 | N. Capogrosso–T. Capogrosso | 2–0 | Bassereau–Lyneel            | 23–21, 21–17        | Relatório |

### Grupo L
|     |                     |     | Jogos | Jogos | Jogos | Sets | Sets | Sets  | Pontos | Pontos | Pontos |
| Pos | Equipe              | Pts | T     | V     | D     | V    | P    | R     | V      | P      | R      |
| --- | ------------------- | --- | ----- | ----- | ----- | ---- | ---- | ----- | ------ | ------ | ------ |
| 1   | Vitor Felipe–Renato | 6   | 3     | 3     | 0     | 6    | 1    | 6.000 | 147    | 122    | 1.205  |
| 2   | Schachter–Dearing   | 5   | 3     | 2     | 1     | 5    | 2    | 2.500 | 137    | 116    | 1.181  |
| 3   | Sarabia–Virgen      | 4   | 3     | 1     | 2     | 2    | 5    | 0.400 | 131    | 141    | 0.929  |
| 4   | Abicha–El Azhari    | 3   | 3     | 0     | 3     | 1    | 6    | 0.167 | 109    | 145    | 0.752  |

| 6 out | 23:00 | Sarabia–Virgen      | 2–1 | Abicha–El Azhari    | 25–27, 21–14, 15–11 | Relatório |
| 7 out | 00:00 | Vitor Felipe–Renato | 2–1 | Schachter–Dearing   | 21–23, 22–20, 15–10 | Relatório |
| 8 out | 23:00 | Sarabia–Virgen      | 0–2 | Schachter–Dearing   | 17–21, 12–21        | Relatório |
| 9 out | 00:00 | Vitor Felipe–Renato | 2–0 | Abicha–El Azhari    | 21–13, 21–15        | Relatório |
| 9 out | 19:30 | Schachter–Dearing   | 2–0 | Abicha–El Azhari    | 21–19, 21–10        | Relatório |
| 9 out | 23:00 | Sarabia–Virgen      | 0–2 | Vitor Felipe–Renato | 24–26, 17–21        | Relatório |

## Fase eliminatória

### Repescagem
| 10 out | 16:00 | M. Grimalt–E. Grimalt | 2–0 | Peter–Hernán   | 21–16, 24–22        | Relatório |
| 10 out | 16:00 | Nicolaidis–Carracher  | 0–2 | Kantor–Zdybek  | 17–21, 17–21        | Relatório |
| 10 out | 17:00 | Evans–Budinger        | 2–0 | Sarabia–Virgen | 24–22, 21–19        | Relatório |
| 10 out | 17:00 | McHugh–Burnett        | 2–1 | Pedrosa–Campos | 21–17, 19–21, 15–12 | Relatório |

### Pré-oitavas de final
| 11 out | 14:00 | N. Capogrosso–T. Capogrosso | 0–02 | Cottafava–Nicolai     | 17–21, 12–21        | Relatório |
| 11 out | 14:00 | R.Seidl–Pristauz            | 1–2  | Solberg–Guto          | 21–13, 15–21, 11–15 | Relatório |
| 11 out | 14:00 | Łosiak–Bryl                 | 2–0  | H.Mol–Berntsen        | 21–18, 21–16        | Relatório |
| 11 out | 14:00 | Evans–Budinger              | 0–2  | Åhman–Hellvig         | 17–21, 15–21        | Relatório |
| 11 out | 16:00 | Mol–Sørum                   | 2–0  | M. Grimalt–E. Grimalt | 21–12, 21–15        | Relatório |
| 11 out | 16:00 | Evandro–Arthur              | 2–0  | Vitor Felipe–Renato   | 30–28, 21–16        | Relatório |
| 11 out | 16:00 | Hörl–Horst                  | 0–2  | Ehlers–Wickler        | 12–21, 17–21        | Relatório |
| 11 out | 16:00 | Brouwer–Meeuwsen            | 2–1  | Aravena–Droguett      | 17–21, 23–21, 15–7  | Relatório |
| 11 out | 20:00 | Díaz–Alayo                  | 0–2  | Lupo–Rossi            | 16–21, 15–21        | Relatório |
| 11 out | 20:00 | Schachter–Dearing           | 0–2  | Hodges–Schubert       | 16–21, 22–24        | Relatório |
| 11 out | 20:00 | Jiaxin–Likejiang            | 0–2  | Ranghieri–Carambula   | 17–21, 23–25        | Relatório |
| 11 out | 20:00 | Popov–Reznik                | 0–2  | Immers–van de Velde   | 16–21, 13–21        | Relatório |
| 11 out | 21:00 | Perušič–Schweiner           | 2–0  | Herrera–Gavira        | 21–19, 21–17        | Relatório |
| 11 out | 21:00 | McHugh–Burnett              | 0–2  | Tr. Crabb–Brunner     | 15–21, 17–21        | Relatório |
| 11 out | 21:00 | Partain–Benesh              | 2–0  | Kantor–Zdybek         | 21–17, 21–16        | Relatório |
| 11 out | 21:00 | Cherif–Ahmed                | 0–2  | Boermans–de Groot     | 17–21, 14–21        | Relatório |

### Oitavas de final
| 12 out | 20:00 | Mol–Sørum         | 2–0 | Cottafava–Nicolai   | 21–19, 21–17        | Relatório |
| 12 out | 20:00 | Brouwer–Meeuwsen  | 0–2 | Åhman–Hellvig       | 13–21, 11–21        | Relatório |
| 12 out | 21:00 | Hodges–Schubert   | 0–2 | Tr. Crabb–Brunner   | 17–21, 17–21        | Relatório |
| 12 out | 21:00 | Łosiak–Bryl       | 2–0 | Ehlers–Wickler      | 21–18, 21–16        | Relatório |
| 12 out | 22:00 | Lupo–Rossi        | 0–2 | Perušič–Schweiner   | 15–21, 17–21        | Relatório |
| 12 out | 22:00 | Solberg–Guto      | 2–1 | Evandro–Arthur      | 15–21, 24–22, 15–10 | Relatório |
| 12 out | 22:00 | Partain–Benesh    | 2–0 | Ranghieri–Carambula | 21–14, 21–17        | Relatório |
| 12 out | 22:00 | Boermans–de Groot | 2–1 | Immers–van de Velde | 21–18, 21–21, 15–13 | Relatório |

### Quartas de final
| 13 out | 19:00 | Partain–Benesh    | 0–2 | Łosiak–Bryl       | 19–21, 16–21        | Relatório |
| 13 out | 21:00 | Mol–Sørum         | 1–2 | Perušič–Schweiner | 14–21, 21–14, 12–15 | Relatório |
| 13 out | 22:00 | Boermans–de Groot | 1–2 | Åhman–Hellvig     | 30–32, 24–22, 12–15 | Relatório |
| 13 out | 23:00 | Solberg–Guto      | 0–2 | Tr. Crabb–Brunner | 17–21, 14–21        | Relatório |

### Semifinais
| 14 out | 20:00 | Łosiak–Bryl       | 1–2 | Åhman–Hellvig     | 11–21, 22–20, 16–18 | Relatório |
| 14 out | 22:00 | Perušič–Schweiner | 2–0 | Tr. Crabb–Brunner | 21–15, 21–12        | Relatório |

### Terceiro lugar
| 15 out | 15:00 | Tr. Crabb–Brunner | 0–2 | Łosiak–Bryl | 17–21, 18–21 | Relatório |

### Final
| 15 out | 17:30 | Perušič–Schweiner | 2–1 | Åhman–Hellvig | 21–15, 17–21, 15–13 | Relatório |

## Classificação final
| Posição | Equipe                      |
| ------- | --------------------------- |
|         | Perušič–Schweiner           |
|         | Åhman–Hellvig               |
|         | Łosiak–Bryl                 |
| 4       | Tr. Crabb–Brunner           |
| 5       | Solberg–Guto                |
| 5       | Boermans–de Groot           |
| 5       | Mol–Sørum                   |
| 5       | Partain–Benesh              |
| 9       | Hodges–Schubert             |
| 9       | Evandro–Arthur              |
| 9       | Ehlers–Wickler              |
| 9       | Cottafava–Nicolai           |
| 9       | Lupo–Rossi                  |
| 9       | Ranghieri–Carambula         |
| 9       | Brouwer–Meeuwsen            |
| 9       | Immers–van de Velde         |
| 17      | N. Capogrosso–T. Capogrosso |
| 17      | McHugh–Burnett              |
| 17      | Hörl–Horst                  |
| 17      | R.Seidl–Pristauz            |
| 17      | Vitor Felipe–Renato         |
| 17      | Schachter–Dearing           |
| 17      | Aravena–Droguett            |
| 17      | M. Grimalt–E. Grimalt       |
| 17      | Jiaxin–Likejiang            |
| 17      | Díaz–Alayo                  |
| 17      | H.Mol–Berntsen              |
| 17      | Kantor–Zdybek               |
| 17      | Cherif–Ahmed                |
| 17      | Herrera–Gavira              |
| 17      | Popov–Reznik                |
| 17      | Evans–Budinger              |
| 33      | Nicolaidis–Carracher        |
| 33      | Peter–Hernán                |
| 33      | Sarabia–Virgen              |
| 33      | Pedrosa–Campos              |
| 37      | George–André                |
| 37      | León–Marcos                 |
| 37      | Bassereau–Lyneel            |
| 37      | Krou–Gauthier-Rat           |
| 37      | Blanco–L.García             |
| 37      | Abicha–El Azhari            |
| 37      | Barajas–Cruz                |
| 37      | Galindo–Aguirre             |
| 37      | Ainadino–Monjane            |
| 37      | Mora–López                  |
| 37      | Pithak–Poravid              |
| 37      | Schalk–Bourne               |

Fonte: Volleyball World